# Дибензоксазепін
Дибензоксазепін (CR, Алгоген, дибенз[b, f][1,4]оксазепін) — бойова отруйна речовина, що належить до групи іритантів комплексної дії.
Дибензоксазепін вперше отримали швейцарські хіміки Р. Хіггінботт і Г. Сушицький у 1962 році.

## Дія
За своєю дією дибензоксазепін схожий з CS, але як мінімум у 2 рази сильніше за нього. Так від контакту зі шкірою 2 мг сухого дибензоксазепіну протягом 10 хвилин (швидкість впливу залежить від вологості шкіри) виникне почервоніння, 5 мг викликають печіння і еритему, а 20 мг — нестерпний біль. Навіть крихітна кількість дибензоксазепіна, що осіла на шкірі може бути активована при контакті з водою, підсилюючи біль.
Дибензоксазепін застосовують у вигляді пари або спиртового розчину. Ознаки впливу аерозолю дибензоксазепіну з'являються при концентрації 0,0002 мг/л, а при 0,003 мг/л подразнення стає нестерпним.
Смертельна концентрація дибензоксазепіну в повітрі: ЛКτ50 = 350 мг·хв/л

## Історія
Частина дибенз[b, f][1,4]оксазепіну присутня в типовому антипсихотичному препараті локсапіні, але, на відміну від CR, локсапін не реагує і не є подразником. CR вперше був синтезований у 1962 році.

## Лікування
Хоча CS можна знезаразити великою кількістю води, використання води може посилити вплив CR газу. Шкіра, забруднена газом CR, може стати надзвичайно болючою при контакті з водою впродовж 48 годин після забруднення.
Медикаментозне лікування переважно паліативне. Забруднений одяг необхідно зняти. Очі і шкіру можна промити, біль в очах можна полегшити ліками.

## Застосування

### Україна
CR під назвою Алгоген виробляється «Лабораторією прикладної хімії» для спорядження аерозольних балонів типу «Кобра»  і перебуває на озброєнні спецпідрозділів «Беркут», «Сокіл» та інших структур МВС. 24 серпня 2011 року, під час святкування Дня незалежності України, цю речовину було застосовано спецпідрозділами МВС проти демонстрантів.